# サイボーグ009 (アニメ)
本項目では、石ノ森章太郎のSF漫画『サイボーグ009』（サイボーグ ゼロゼロナイン）を原作としたアニメ作品全般について解説する。
大半の作品は、原作通り『サイボーグ009』という題名で制作されているが、21世紀以降に制作された作品の中には原作から大幅に内容をアレンジしているものも多く、それらの作品は「009」の部分はそのままとしつつも、題名にもアレンジが加えられている。
テレビシリーズは、1968年に第1作目、1979年 - 1980年に第2作目、2001年 - 2002年に第3作目が放送された。さらに「サイボーグ009」と題された劇場版アニメーション作品が1966年・1967年・1980年に公開されている。
2010年、原作を翻案した3D短編アニメ『009』が限定公開（詳細は#3Dアニメを参照）。2012年、劇場用3Dアニメーション作品『009 RE:CYBORG』が公開された。
2015年、テレビシリーズ第3作目からは約13年ぶりとなる新作映像作品『サイボーグ009vsデビルマン』がイベント劇場公開（詳細は#2015年を参照）。
2016年、フル3DCGアニメーション作品『CYBORG009 CALL OF JUSTICE』（サイボーグ ゼロゼロナイン コール オブ ジャスティス）がイベント公開。

## 1966年 - 1968年
先行して劇場版2作が作られ、その後テレビシリーズが始まった。

### 企画経緯
当時、東映のアニメ映画は文芸性の高い長編が制作されていたが、プロデューサーの旗野義文がテレビアニメの手法による中編映画を企てた。すなわち、東映動画が創立以来年に1本から2本公開してきた名作ものを原作とする長編のフルアニメーション作品をA作。このA作に対して長編フルアニメとテレビアニメの中間的位置付けとして、海外輸出を意識した3コマ撮りの中編で日本国内向け作品をB作とするものである。そしてテレビシリーズの『レインボー戦隊ロビン』のスタッフを投入して制作された、B作の第一弾が『サイボーグ009』であった。B作の第一弾として『009』が選定されたのは、『西遊記』などを演出した東映動画の白川大作と、原作者の石ノ森との縁による。
演出は映画2作とテレビシリーズともに芹川有吾が担当。音楽はいずれも小杉太一郎が担当し、映画用の曲はテレビシリーズでも新曲と併せて使用された他、以後の複数の東映動画作品にも流用されている（『タイガーマスク』、『マジンガーZ』など）。映画『怪獣戦争』の主題歌（第1作では挿入歌として使用）は、テレビシリーズでも継承された。その際、メンバーの名乗りが曲の前に入れられたが、このアフレコでは、009役の田中雪弥（現:森功至）が中々タイミングを合わせることができずNGを連発した、と述懐している。
テレビシリーズ第1作は、終了直後の1968年11月10日から1969年2月16日まで、日曜18:25 - 18:55にて一部話数が再放送されたのを皮切りに、1970年代前半までNET夕方の再放送枠や、夏休み朝の特別編成『夏休みまんが大会』でしばしば再放送された。一方の劇場版は地上波・衛星放送・CS放送で幾度となく放送、特に1976年では、NETの土曜20時台に設けられていた「単発番組枠」にて、7月3日に第1作、8月14日に第2作をそれぞれ放送。当時、直前の土曜19時台後半では、同作品と同じく石ノ森原作の特撮テレビドラマ『秘密戦隊ゴレンジャー』が放送（一部地域を除く）されていたため、土曜のゴールデン帯に連続して石ノ森原作による集団ヒーロー物が編成される格好となった。また劇場版1作目は、2008年3月にBS2の特別番組「とことん!! 石ノ森章太郎」においても番組の一環として放映されたが、作中にて放送禁止用語が多用されていたことで多くの修正が入った。
テレビシリーズではキャラクターデザインが変更され、髪形や表情が原作に近づけられている。この改変について、原作の石森はテレビシリーズのキャラクターが自分の絵柄と違うことに不満を抱いており、脚本の辻真先は直にクレームを聞かされたという。さらにアニメ化にあたって、設定面でも以下のような変更が加えられた。
- 009は脱走犯からレーサーへ。
- 009は混血の栗毛を黒髪へ。
- 009は前髪を垂らすのをやめ、両目が見えるように（テレビシリーズでは原作寄りに修正）。
- コスチュームを009のみ主役として際だたせるため赤から白へ[5]。003のみピンク、他のメンバーは紫。
- マフラー使用は009のみ。色も赤へ。003は青いバンダナ風のマフラーを使用。
- 加速装置の設定をオミット。そのため009はじめ原作では加速装置を装備するサイボーグが、単に走行や跳躍能力が常人より優れているという描写になっている。
- 007のキャラクターが、主な視聴者である子供を反映して大人から子供に変更[5][6]。

特に007の設定変更は、原作者の石ノ森の不満とは裏腹に子供たちからは好評を博し、当時のキャラクター人気投票で1位を獲得。変身能力は持ち合わせてはいない007が主人公である短編の「サイボーグちゃん」も描かれた。原作漫画でも、007は「永久変身」として、子供の姿が基本になったことがある。

### 劇場版（第1・2作）
- 『サイボーグ009』
  - 1966年7月21日公開
  - カラー作品 64分
  - 同時上映 - 大忍術映画ワタリ（特撮）、なかよし合奏団
  - 製作 - 大川博（クレジットなし）[注 2]
  - 企画 - 関政次郎、平沢明、飯島敬、旗野義文
  - 原作 - 石森章太郎
  - 脚本 - 飯島敬、芹川有吾
  - 演出 - 芹川有吾
  - 作画監督 - 木村圭市郎
  - 美術 - 沼井肇
  - 原画 - 若林哲弘、高橋信也、椛島義夫、上村栄司、森下圭介、大橋学
  - 動画 - 桜井勇、平村文男、鹿島恒保、山田一広、岩塚美子、玉沢武、榎本有也、大崎道泰、内田君子
  - 色彩設計 - 辻忠直
  - 背景 - 佐々木耕成、篠田洋子、渡辺俊児
  - トレス - 植木知子、市村和子
  - 彩色 - 赤荻永江、古屋純子
  - 特殊効果 - 岡田良明、高橋佳子
  - ゼログラフィー - 加藤稔
  - 仕上検査 - 小椋正豊、西元敦子
  - 音楽 - 小杉太一郎
  - 撮影 - 平尾三喜
  - 編集 - 千蔵豊
  - 録音 - 小西進
  - 音響効果 - 大平紀義
  - 制作進行 - 堤四四三
- 『サイボーグ009 怪獣戦争』
  - 1967年3月19日公開 『東映こどもまつり』枠
  - カラー作品 60分
  - 同時上映 - 少年ジャックと魔法使い、マグマ大使（特撮）、たぬきさん大当り
  - 製作 - 大川博
  - 企画 - 関政次郎、平沢明、旗野義文
  - 原作 - 石森章太郎
  - 脚本 - 飯島敬、芹川有吾、白川大作
  - 作画監督 - 木村圭市郎
  - 美術 - 福本智雄
  - 原画 - 若林哲弘、高橋信也、上村栄司、大橋学
  - 動画 - 桜井勇、玉沢武、榎本有也、白川忠志、鹿島恒保、平村文男、山田一広、岩塚美子、谷口公子
  - 背景 - 辻忠直、牧野光成、小林七郎
  - トレース - 谷口恭子、市村和子
  - 色彩設計 - 西山英子
  - 彩色 - 関口雅子、高橋永江
  - 特殊効果 - 林冨喜江、岡田良明
  - 仕上検査 - 小椋正豊、西元敦子
  - ゼログラフィ - 松本寿夫
  - 撮影 - 池田重好
  - 編集 - 千蔵豊
  - 録音 - 小西進
  - 音響効果 - 大平紀義
  - 記録 - 中垣禧代
  - 演出助手 - 宮崎一哉
  - 制作進行 - 堤四四三
  - 現像 - 東映化学工業株式会社
  - 音楽 - 小杉太一郎
  - 演出 - 芹川有吾
  - 制作 - 東映動画
  - 配給 - 東映

#### 声の出演
クレジットで最初に記載されているのは009、003、006、007の順で、第2作ではこの4人とヘレナだけが大きな文字で表記されている。第1作ではギルモア博士、ブラック・ゴースト団ボス、ビーグルよりも後ろに、それ以外のサイボーグ戦士が配置されている。
第1・2作共通
- 009 - 太田博之
- 003 - ジュディ・オング
- 006 - 藤村有弘
- 007 - 曽我町子
- ギルモア博士 - 八奈見乗児
- ブラック・ゴースト団ボス[注 3] - 山内雅人
- 002 - 石原良
- 004 - 大竹宏
- 005 - 増岡弘[注 4]
- 008 - 内海賢二[注 4]
- 001 - 鳥山京子

第1作のみ
- ビーグル - 川久保潔
- エーゼル - はせさんじ
- ナレーター - 黒沢良

第2作のみ
- ヘレナ - 市原悦子

#### 主題歌
「サイボーグ009」
作詞 - 漆原昌久 / 作曲・編曲 - 小杉太一郎 / 歌 - 東京マイスタージンガー（第2作のみ）
第1作はインスト版、第2作はボーカル版を使用。
オープニング映像は第1・2作とも同じ（サイボーグチームのシルエット）だが、スタッフや声優のクレジットテロップは第1作では画面一杯なのに対し、第2作では画面の隅にクレジットされている。なお双方とも声優テロップには「配役」がクレジットされているが、東映アニメ映画で配役がクレジットされたのは、第1作が史上初。
他にも「サイボーグ009のうた」（作詞 - 石森章太郎 / 作曲 - 増田豊利 / 歌 - キングブラザーズ〈朝日ソノラマ〉）という曲も存在するが、そちらは原作漫画のイメージソングである。

#### サウンドトラック
- サイボーグ009 劇場版 / 怪獣戦争 オリジナル・サウンドトラック（2020年7月1日/CINEMA-KAN/規格番号CINK-97）

第1・2作の音楽をCD2枚組で収録。主題歌に加えて、本編未使用の音源も収録している。

#### 同時上映
第1作
- 大忍術映画 ワタリ
- なかよし合奏団

第2作
- 少年ジャックと魔法使い（新作長編アニメ）
- たぬきさん大当り（リバイバル）
- マグマ大使（TVブローアップ版）

#### ネット配信
「東映オンデマンド」サービス開始を記念して、第1作がYouTubeの「東映シアターオンライン」で、2022年12月15日21:00（JST）から同年同月22日23:59（JST）まで期間限定無料配信が行われた。
「東映シアターオンライン」でアニメが配信されるのは、前身の「toei Xstream theater」時代から数えて初。また東映グループのYouTubeチャンネルで石ノ森作品が配信されるのは史上初となる。

### テレビシリーズ（第1作）

#### 解説
世界観的には前述の劇場版2作の後日談に位置するもので、シリーズに共通した明確な敵はおらず、009を中心にして事件に挑む。主な舞台は日本で、日本に在住している009、003、006（張々湖飯店を経営）、007（張々湖飯店の従業員）、ギルモア博士がレギュラーとなっている。他のサイボーグは001を除いて外国（主に生国）に住んでおり、状況に応じて登場するので、全員がそろうことは少ない（第3話「南極の対決」、第14話「呪われた砂漠」、第24話「非情な挑戦者」、最終回「平和の戦士は死なず」の4回。このうち「南極の対決」は、最初に制作されたエピソードでもある）。
前述したスタイルを採用した都合上、ブラックゴーストの設定は排除されているが、第1作においてもスカールがモチーフの敵が2度登場する（第13話「悪魔城の秘密」のドクロ、第17話「幽霊同盟」のゴースト。いずれの話数も脚本は伊上勝によるものだが、両者が同一人物かどうかは不明であると、DVD-BOXの映像特典で説明されている）他、サイボーグマンに似たデザインの戦闘員も登場する（第3話「南極の対決」、第19話「恐怖の原潜シースネイク号」。ともに芹川有吾が関わっている）。また、芹川によると、最終回に出てくる「マスコット人形」は、劇場版2作に登場したブラックゴーストの観念的な姿だという。3班編制に制作されており、脚本も辻真先、伊上勝、小沢洋の3名で、オリジナルエピソードも加えられた。
原作の『009』のエピソードをアニメ化したものの他、オリジナル脚本と、『009』以外の石森作品をモチーフにしたものの、と、主に3パターンある（個々については#各話リストを参照）。オリジナル脚本でも、前述のように原作を部分的に活用したものも存在する。
10本の脚本を担当し、事実上のメインライターであった辻真先によると、第1作は当初テレビ局が予定していた番組が諸事情により制作中止になり、急遽依頼された作品だったという。そのため、劇場版の実績があり、原作も存在する同作品が、準備期間がかからないという理由で採用されることとなった。基本設定やキャラクターデザイン、声優の多くは劇場版を引き継いだものとなっている。テレビ局側は、穴埋め用の作品なので、人気が出ても出なくても半年で終了、その代わり打ち切りはしないという条件を提示した。そのため、制作期間が短いことを除けば、ほとんど制約を受けることなく、当時のテレビアニメとしては考えられないほど自由な環境で作ることができたという。
中でも脚本の辻真先と、演出の芹川有吾のコンビによる第16話「太平洋の亡霊」と第2話「Xの挑戦」は、ビデオが普及していない1970年代後半のファンの自主上映会でよく上映されるエピソードだった。本シリーズのテーマは「反戦」である。
同作品の放送終了後に、再び劇場版制作の話が持ち上がったものの、これについては実現しなかった。
- 放送日程 - 1968年4月5日 - 9月27日（全26話）
- 放送局・放送時間 - NET（現・テレビ朝日）系列 金曜19:30 - 20:00（JST）
- 放送形式 - モノクロ作品
- 企画 - 江藤昌治、旗野義文、宮崎慎一(NET)
- 原作 - 石森章太郎
- 音楽 - 小杉太一郎
- 作画 - 鈴木康彦、大橋学、米川功真、清山滋崇、今沢哲男、白土武 他
- 撮影 - 不破考喜、武田寛、井出昭一郎、菅谷正昭、大泉裕、酒井寿一、服部正行
- 編集 - 千藏豊、鈴木寛、鈴木亮、古村均
- 録音 - 神原広己、荒川文雄、石井幸夫、小西進
- 効果 - 大平紀義
- 記録 - 関根絹代、前野美代子、関口素子、波多野紘子、池田紀代子、佐伯節子、的場節代、鈴木安津子、二ノ宮恬江、河島利子
- 選曲 - 宮下滋
- 演出助手 - 宮崎一哉、大谷恒清、佐藤文造、山形良治、山口秀憲、葛西治、竹内啓雄、小湊洋市、上島昭男、山吉康夫
- 製作進行 - 堤四四三、大野清、田口矩、武田嘉昭、館浩二、三沢徹夫、豊島勝義、竹村璋三、佐藤哲雄、向坪利次、菅原吉郎、堂山喜史
- 現像 - 東映化学工業株式会社
- 制作 - 東映動画

#### 声の出演
クレジットでは役名の表記がなく、声優のみが記載されている。
- 009 - 田中雪弥
- 003 - 鈴木弘子
- 006 - 永井一郎
- 007 - 曽我町子
- ギルモア博士 - 八奈見乗児
- 001 - 白石冬美
- 002 - 石原良
- 004 - 大竹宏→内海賢二
- 005 - 増岡弘
- 008 - 野田圭一

#### 主題歌
オープニングテーマ「サイボーグ009」
作詞 - 漆原昌久 / 作曲・編曲 - 小杉太一郎 / 歌 - 東京マイスタージンガー
レコード用フルサイズ音源では冒頭のメンバーの名乗りも劇場版キャストのまま変更されなかったが、テレビサイズ音源にはテレビシリーズのキャストが新たに吹き込んだ。また、前奏と歌詞がテレビサイズでは短縮された（冒頭の名乗りをテレビ版キャストで録り直したTVサイズ主題歌は、”アニメ・ミュージックカプセル「サイボーグ009」”に収録）。
エンディングテーマ「戦いおわって」
作詞 - 石森章太郎 / 作曲・編曲 - 小杉太一郎 / 歌 - ボーカル・ショップ

#### サウンドトラック
- アニメ・ミュージックカプセル「サイボーグ009」（2009年2月18日/Solid Records/規格番号CDSOL-1274）

劇場版2作品の音楽を手がけた小杉太一郎自身が、テレビ用に小編成の音楽を1967年11月に追加録音。2009年発売のテレビアニメ版の音楽集アルバムは、このテレビ用BGMをメインに構成している（劇場版からの流用曲も僅かに収録あり）。

#### 各話リスト
| 話数 | 放送日        | サブタイトル             | 脚本     | 演出                  | 作画監督   | 美術     | 原作                                |
| ---- | ------------- | ------------------------ | -------- | --------------------- | ---------- | -------- | ----------------------------------- |
| 1    | 1968年 4月5日 | 恐怖の怪人島             | 伊上勝   | 田宮武                | 若林哲弘   | 福本智雄 |                                     |
| 2    | 4月12日       | Xの挑戦                  | 辻真先   | 芹川有吾              | 木村圭市郎 | 福本智雄 |                                     |
| 3    | 4月19日       | 南極の対決               | 辻真先   | 芹川有吾              | 木村圭市郎 | 福本智雄 | 009「オーロラ作戦編」               |
| 4    | 4月26日       | 宇宙魔人                 | 伊上勝   | 勝間田具治            | 国保誠     | 福本智雄 | -                                   |
| 5    | 5月3日        | あゝクビクロ             | 小沢洋   | 勝田稔男              | 国保誠     | 福本智雄 | 009「クビクロ」                     |
| 6    | 5月10日       | ガラリヤ王救出作戦       | 辻真先   | - 藪下泰次 - 田中亮三 | 若林哲弘   | 福本智雄 | -                                   |
| 7    | 5月17日       | 消えたスクール・バス     | 佐藤純弥 | 田宮武                | 窪詔之     | 福本智雄 | -                                   |
| 8    | 5月24日       | 金色の眼の少女           | 小沢洋   | 新田義方              | 国保誠     | 福本智雄 | 『金色の目の少女』より              |
| 9    | 5月31日       | 悪魔は夜歩く             | 辻真先   | 勝間田具治            | 木村圭市郎 | 福本智雄 | 『怪人同盟』より                    |
| 10   | 6月7日        | 地底の黄金宮殿           | 伊上勝   | 宮崎一哉              | 小泉謙三   | 福本智雄 | -                                   |
| 11   | 6月14日       | 黄金のライオン           | 高久進   | 永樹凡人              | 小泉謙三   | 福本智雄 | 009「黄金のライオン編」             |
| 12   | 6月21日       | 天かける巨人             | 辻真先   | 芹川有吾              | 国保誠     | 福本智雄 | -                                   |
| 13   | 6月28日       | 悪魔城の秘密             | 伊上勝   | 宮崎一哉              | 木村圭市郎 | 福本智雄 | 一部を009「地底帝国ヨミ編」より     |
| 14   | 7月5日        | 呪われた砂漠             | 伊上勝   | 勝間田具治            | 木村圭市郎 | 福本智雄 | 009「中東編」                       |
| 15   | 7月12日       | 悲劇の獣人               | 辻真先   | 勝田稔男              | 国保誠     | 福本智雄 | 009「移民編」                       |
| 16   | 7月19日       | 太平洋の亡霊             | 辻真先   | 芹川有吾              | 小泉謙三   | 福本智雄 | -                                   |
| 17   | 7月26日       | 幽霊同盟                 | 伊上勝   | 田宮武                | 窪詔之     | 福本智雄 | 一部を009「地底帝国ヨミ編」などより |
| 18   | 8月2日        | わが父は悪魔の使徒       | 小沢洋   | 宮崎一哉              | 村田耕一   | 福本智雄 | -                                   |
| 19   | 8月9日        | 恐怖の原潜シースネイク号 | 芹川有吾 | 新田義方              | 木村圭市郎 | 福本智雄 | -                                   |
| 20   | 8月16日       | 果てしなき逃亡           | 小沢洋   | 勝間田具治            | 窪詔之     | 遠藤重義 | -                                   |
| 21   | 8月23日       | 幻の騎馬軍団             | 高久進   | 宮崎一哉              | 窪詔之     | 福本智雄 | -                                   |
| 22   | 8月30日       | 復讐鬼                   | 辻真先   | 永樹凡人              | 小泉謙三   | 遠藤重義 | -                                   |
| 23   | 9月6日        | 復讐鬼（後編）           | 辻真先   | 岡崎稔                | 小泉謙三   | 遠藤重義 | 一部を009「暗殺者編」より           |
| 24   | 9月13日       | 非情な挑戦者             | 安藤豊弘 | 田宮武                | 高橋信也   | 福本智雄 | -                                   |
| 25   | 9月20日       | よみがえれ! 不死鳥       | 芹川有吾 | 高見義雄              | 窪詔之     | 福本智雄 | -                                   |
| 26   | 9月27日       | 平和の戦士は死なず       | 辻真先   | 芹川有吾              | 国保誠     | 福本智雄 | 一部を009「地底帝国ヨミ編」より     |

#### 放送局
- NET（制作局）：金曜 19:30 - 20:00
- 北海道放送：土曜 18:00 - 18:30[13]
- 東北放送：月曜 17:30 - 18:00（1969年1月 - 5月）→ 月曜 17:29 - 17:59（1969年6月 - 7月）[14]
- 福島テレビ（1969年3月 - 8月に放送）：土曜 18:15 - 18:45[15]
- 新潟放送（1969年10月 - 1970年3月に放送）：日曜 18:00 - 18:30[16]
- 山陽放送(1968年8月 - 1969年1月) :火曜 17:00 - 17:30

#### ネット配信
- 東映アニメーションミュージアムチャンネル（YouTube）で、2023年7月19日から第1話が常時配信されている。
- また2024年7月19日からは同チャンネルで、原作生誕60周年を記念して、3話（第1回のみ2話）まとめた2週間の期間限定配信が行われている。なおこの配信に伴い、第1話の単独常時配信は7月26日まで一旦中断、第2話の配信終了と同時に常時配信を再開した。

## 1979年 - 1980年
テレビシリーズが1年間放送された後、劇場版が作られた。

### テレビシリーズ（第2作）

#### 解説
前作に引き続き放送局はテレビ朝日であるが、制作は前作の東映動画に代わり、東映本社のテレビ事業部（当時）が担当し、アニメーション制作は日本サンライズ（当時、現・バンダイナムコフィルムワークス）が手がけている。元々、同事業部のプロデューサーである鈴木武幸が、石ノ森原作の特撮番組（『がんばれ!!ロボコン』〈1974年 - 1977年〉、『アクマイザー3』〈1975年 - 1976年〉など）を手がけていた頃から、石ノ森に再アニメ化を打診していたもので、数年の説得の末、実現した企画である。
第2作では酒井あきよしがメインライターを務め、全部で18本を担当している。前作でのメインライター格であった辻真先も、第1話(他に7本)を執筆している。スタッフとして、アニメーターの金田伊功（OP）、作画監督の芦田豊雄、演出の高橋良輔（ペンネーム・山口和十八を使用）らが参加した。
第2作におけるストーリーは、「宇宙樹編」、「戦士の休暇編」、「ネオ・ブラック・ゴースト編」からなった。石ノ森の提示により、エッダ（北欧神話）編をベースにした宇宙樹編は、監督の高橋の手に余るという理由で9話で終了した。「ミュートスサイボーグ編」のアニメ化の構想もあり、石森がラフデザインを描き下し、脚本も3話分の第1稿が完成していたが、実現しなかった。ここでヘレンの代わりとして考案されたアルテミスのデザインは、2001年版のテレビシリーズで使われた。
第2作は、『宇宙海賊キャプテンハーロック』（1978年 - 1979年）の後番組として火曜19時台前半に放送された。番組開始に先立ち前夜祭と称して、スタジオに石ノ森や声優、一般のファンやキャロライン洋子、南州太郎ほかの芸能人を集め、柏村武昭が司会を務めた前宣伝の番組『サイボーグ009前夜祭 アニメでフィーバー!』が、1979年2月20日・27日の2週にわたって放映された。当初はこの特番を挟まず、『キャプテンハーロック』終了翌週の2月第3週から放送開始とする予定だった。しかし、鈴木武幸プロデューサーが効果音を実写的なものにしようと、実写畑で活躍する映広音響の太田克己に音響演出を打診した際に、「通常アニメ番組では絵が完成されないまま、絵コンテの状態で音を入れることもあるが、そういった状態ならできない」と言われ、「アフレコ時には100%画が入っていることを保証します」と鈴木が約束。そのため、本来のアニメ制作環境であれば2月3週目の放送に間に合うところを、この約束を守るためにはスケジュールが間に合わず、2週の特番を挟むことになった。
前作で変更されたコスチューム・009の髪の色・007の年齢設定も、第2作では原作に準ずるものになっている。ただ加速装置については009のみが装備する特殊能力となり、002は装備しない。ただしネオ・ブラック・ゴーストのサイボーグの中には、加速装置が装着されていると思わしき描かれ方がされた場面もある。前作の設定変更などに不満を露わにした石ノ森は、第2作に関しては打ち合わせなどに積極的に参加し、また、芦田豊雄が起こしたキャラクターデザインに関しても「若干の手直しですみました」として「原作に近く、自分の意図を掴んでくれている」と好意的なコメントを残している。なお、009が加速装置を発動させる際に「加速装置！」と声に出すシーンがあるが、これは島村ジョーの声を担当した井上和彦のアドリブが発端である。当初はト書きに書かれていたものでセリフではなかった。しかし、井上が「視聴者（特に小さい子ども）は何故009が急に動き、周囲が遅く描かれているのか分からないのではないか」「主人公が必殺技を叫ぶシーンを入れたい」など考え、テストの時に声に出して読んだところ採用された。それ以降、加速装置発動時の決め台詞となった。

#### 放送データ
- 放送日程 - 1979年3月6日 - 1980年3月25日（全50話）
- 放送局・放送時間 - テレビ朝日系列、火曜19:00 - 19:30（JST）

#### 声の出演
エンディングでの紹介順。
サイボーグ戦士と博士は、第18話以降のエンディングのクレジットで、それぞれ括弧内に本名が表記されるようになる。
- 009（島村ジョー） - 井上和彦
- 003（フランソワーズ＝アルヌール） - 杉山佳寿子
- 博士（アイザック＝ギルモア） - 富田耕生
- 002（ジェット＝リンク） - 野田圭一
- 006（張々湖） - はせさん治
- 007（グレート＝ブリテン） - 肝付兼太
- 001（イワン＝ウイスキー） - 千々松幸子
- 004（アルベルト＝ハインリッヒ） - 山田俊司
- 005（ジェロニモ＝ジュニア） - 田中崇
- 008（ピュンマ）- 戸谷公次

#### スタッフ
- プロデューサー - 小泉美明（テレビ朝日）、飯島敬、鈴木武幸（東映）
- 原作 - 石森章太郎（連載誌 -『 テレビランド』、『てれびくん』、『週刊少年サンデー』）
- 音楽 - すぎやまこういち
- オープニングアニメーション - 金田伊功
- オープニング演出 - 広川和之
- オープニング作画監督 - 富沢和雄、芦田豊雄
- キャラクターデザイン・総作画監督 - 芦田豊雄
- メカニック設計 - サブマリン
- 監督 - 高橋良輔
- 総作画監督補 - 酒井明雄
- 音響演出 - 太田克己
- 編集 - 井上編集室
- 特殊効果 - 柴田睦子
- 設定制作 - 箕輪敦
- 舞台設定 - 野々宮恒人、坂本信人、羽生厚、大山哲史
- 美術 - 池田繁美、坂本信人、宮前光春、中野一郎
- 製作担当 - 岩崎正美、長谷川徹
- 製作協力 - 日本サンライズ
- 制作 - テレビ朝日、東映

#### 音楽
主題歌の作曲は、前番組『宇宙海賊キャプテンハーロック』に引き続き平尾昌晃が担当した。オープニングテーマ（OP）とエンディングテーマ（ED）の初出音盤は1979年3月に発売されたシングル（SCS-467）。
第2作は、1975年に復活した原作漫画の流れと、1977年からのアニメブームの流れを受ける大作として期待され、そのOPを誰が歌うのかも注目された。当初「アニメソング歌手としてのイメージが固まっていない人物」とのみ発表された歌唱担当は、後に成田賢と明かされた。成田の歌手デビューはグループ・サウンズ時代に遡るが、アニメ・特撮ソングでは同作品がデビュー作である。
当時の日本のテレビアニメ・特撮作品は、OPの題名に番組名（またはその一部）が含まれるものが主流だったが、第2作では題名のみならず歌詞にも「009」は含まれず、かろうじて「サイボーグ戦士」という歌詞があるのみである。OPの題名は「誰がために」（「たがために」と読む）という、子供にとってはあまりなじみがない文語的表現で、高年齢層向けであることをアピールした。
ED「いつの日か」は、OPのコーラスも担当したこおろぎ'73が歌唱。それまでグループとしてのイメージが強かったこおろぎ'73であるが、同曲ではAパートはソロ歌唱になっている。
主題歌の編曲およびBGMの作曲・編曲は、前年公開の劇場版『科学忍者隊ガッチャマン』のBGMで実績を挙げていたすぎやまこういちが担当し、同作品に続く組曲仕立てのLP『交響組曲 サイボーグ009』（CQ-7018）として、1979年5月に発売。この『組曲』には平尾作曲によるOPをモチーフにした曲も含まれていたが、すぎやま自身は「平尾君のメロディーを生かしきれなかった」と述懐している。
BGMの録音は合計3回にわたって行われた。『交響組曲 サイボーグ009』は第1回録音分にあたる。第2回・第3回録音分の曲はあまり使われなかったが、これについて、選曲の村田好次は「組曲が素晴らしいものだったため」と語っている。
1980年3月に発売された主題歌・挿入歌LP（CS-7174）には、OPとEDを含む全10曲が収録された。そのうち1曲は、スキャット入りのインストゥルメンタル曲だった。挿入歌の編曲はすべて、武市昌久が担当。また、成田賢が一部の挿入歌を作詞・作曲した。
レコードおよびCDはいずれも日本コロムビアから発売。
主題歌
オープニングテーマ「誰（）がために」
作詞 - 石森章太郎 / 作曲 - 平尾昌晃 / 編曲 -すぎやまこういち / 歌 - 成田賢、こおろぎ'73
エンディングテーマ「いつの日か」
作詞 - 八手三郎 / 作曲 - 平尾昌晃 / 編曲 - すぎやまこういち / 歌 - こおろぎ'73

挿入歌・イメージソング
「九つの命」
作詞 - 八手三郎 / 作曲 - 平尾昌晃 / 編曲 - 武市昌久 / 歌 - 成田賢
「ジェットストリーム・ララバイ」
作詞 - 石森章太郎 / 作曲 - 平尾昌晃 / 編曲 - 武市昌久 / 歌 - こおろぎ'73
「やさしさは勇気 強さは愛」
作詞 - 石森章太郎 / 作詞補 - 保富康午 / 作曲 - 平尾昌晃 / 編曲 - 武市昌久 / 歌 - 成田賢
「愛の星 フランソワーズ」
作詞 - 保富康午 / 作曲 - 平尾昌晃 / 編曲 - 武市昌久 / 歌 - かおりくみこ
「母は大地」
作詞 - 石森章太郎、成田賢 / 作曲 - 成田賢 / 編曲 - 武市昌久 / 歌 - 成田賢
「われら戦士 〜戦いのテーマ」
作詞 - 保富康午 / 作曲 - 平尾昌晃 / 編曲 - 武市昌久 / 歌 - こおろぎ'73、ザ・チャープス
「漂泊（）のテーマ」（スキャット曲）
作曲 - 平尾昌晃 / 編曲 - 武市昌久 / スキャット - 佐々木襄
「闘いは終った」
作詞 - 八手三郎 / 作曲 - 平尾昌晃 / 編曲 - 武市昌久 / 歌 - 成田賢、こおろぎ'73

#### 各話リスト
第12話で009が、『誕生編』のプロローグ部分を回想している。タイトルコールはナレーションである野田圭一。次回予告ナレーションは井上和彦だが、2話での予告では杉山佳寿子。
| 放送日                     | 話数     | サブタイトル                            | 脚本         | ストーリーボード | 演出       | 作画監督     |
| 宇宙樹編                   | 宇宙樹編 | 宇宙樹編                                | 宇宙樹編     | 宇宙樹編         | 宇宙樹編   | 宇宙樹編     |
| -------------------------- | -------- | --------------------------------------- | ------------ | ---------------- | ---------- | ------------ |
| 1979年 3月6日              | 1        | よみがえった神々                        | 辻真先       | 小田経堂         | 広川和之   | 芦田豊雄     |
| 3月13日                    | 2        | 氷にねむる巨人                          | 酒井あきよし | 山口和十八       | 滝沢敏文   | 芦田豊雄     |
| 3月20日                    | 3        | 凱旋門の鬼                              | 辻真先       | 西牧秀夫         | 三浦将則   | 芦田豊雄     |
| 3月27日                    | 4        | 誇りに燃えよアフリカの星                | 辻真先       | 遠藤克己         | 広川和之   | 芦田豊雄     |
| 4月3日                     | 5        | 巨人よ眠れ伝説の中に                    | 山口和十八   | 山口和十八       | 滝沢敏文   | 芦田豊雄     |
| 4月10日                    | 6        | 女神の涙なんかほしくない                | 酒井あきよし | 布川ゆうじ       | 三浦将則   | 上村栄司     |
| 4月17日                    | 7        | 神々の罠                                | 酒井あきよし | 丘克美           | 広川和之   | 芦田豊雄     |
| 4月24日                    | 8        | 愛に響けバイオリン                      | 酒井あきよし | 滝沢敏文         | 滝沢敏文   | アニメアール |
| 5月1日                     | 9        | 宇宙樹の村が呼んでいる                  | 酒井あきよし | 井上和夫         | 三浦将則   | 酒井明雄     |
| 戦士の休息編               |          |                                         |              |                  |            |              |
| 1979年 5月8日              | 10       | 大西部に散った友情                      | 酒井あきよし | 山口和十八       | 広川和之   | 奥井一郎     |
| 5月15日                    | 11       | よみがえった幻の総統                    | 吉川惣司     | 丘克美           | 滝沢敏文   |              |
| 5月22日                    | 12       | 闘うマシーンにはさせない!               | 辻真先       | 遠藤克己         | 三浦将則   | 芦田豊雄     |
| 5月29日                    | 13       | 姿なき暗殺者                            | 吉田喜昭     | 井上和夫         | 広川和之   | 井上和夫     |
| 6月5日                     | 14       | イルカにのった少年                      | 吉川惣司     | 八尋旭           | 滝沢敏文   | 芦田豊雄     |
| 6月12日                    | 15       | 恐怖の異常植物                          | 吉田喜昭     | 井上和夫         | 三浦将則   | アニメアール |
| 6月26日                    | 16       | ウエストサイドの決闘                    | 酒井あきよし | 生頼昭憲         | 広川和之   | 上村栄司     |
| 7月3日                     | 17       | 阻止せよ! Xの悲劇                       | 吉田喜昭     | 八尋旭           | 滝沢敏文   | 酒井明雄     |
| 7月10日                    | 18       | 我が心の吸血鬼                          | 酒井あきよし | 丘克美           | 広川和之   | 芦田豊雄     |
| 7月17日                    | 19       | 人食いメルヘンランド                    | 辻真先       | 吉田浩           | 三浦将則   | 山下征二     |
| 7月24日                    | 20       | 裏切りの砂漠                            | 酒井あきよし | 遠藤克己         | 滝沢敏文   | 芦田豊雄     |
| 7月31日                    | 21       | 永遠に眠れ 恐竜ディノニクス             | 桜井正明     | 吉田浩           | 吉田浩     | 井上和夫     |
| ネオ・ブラック・ゴースト編 |          |                                         |              |                  |            |              |
| 1979年 8月7日              | 22       | ネオ・ブラックゴーストの挑戦            | 吉田喜昭     | 八尋旭           | 三浦将則   | 小林慶輝     |
| 8月14日                    | 23       | 死闘! V2作戦                            | 山崎晴哉     | 吉田浩           | 広川和之   | 芦田豊雄     |
| 8月28日                    | 24       | 世界平和会議を守れ!                     | 山崎晴哉     | 新田義方         | 滝沢敏文   | 植田栄司     |
| 9月4日                     | 25       | 優しきぼくらの父 ギルモア               | 酒井あきよし | 生頼昭憲         | 広川和之   | 山下征二     |
| 9月11日                    | 26       | 追え! 熱砂の武器ルート                  | 加藤有芳     | 丘克美           | 三浦将則   | 酒井明雄     |
| 9月25日                    | 27       | 美しく生きよ! 愛しき王女                | 安藤豊弘     | さかいあきお     | 吉田浩     | 芦田豊雄     |
| 10月2日                    | 28       | サイボーグ帝国をたたけ!                 | 吉田喜昭     | 八尋旭           | 滝沢敏文   | 井上和夫     |
| 10月9日                    | 29       | 走れ! オスカー、平和を胸に!             | 桜井正明     | 吉田浩           | 三浦将則   | 小林慶輝     |
| 10月16日                   | 30       | ジョー! 父さんを追え!                   | 酒井あきよし | 遠藤克己         | 広川和之   | 芦田豊雄     |
| 10月30日                   | 31       | 必殺キック! 決死の暗殺サッカー          | 山崎晴哉     | 吉田浩           | 滝沢敏文   | 上村栄司     |
| 11月6日                    | 32       | 豪華客船フェアリー号の罠                | 辻真先       | 八尋旭           | 三浦将則   | 山下征二     |
| 11月20日                   | 33       | 一人ぼっちの少年                        | 加藤有芳     | 遠藤克己         | 鈴木行     | 芦田豊雄     |
| 11月27日                   | 34       | あした鳴れ 愛の鐘                       | 安藤豊弘     | 丘克美           | 広川和之   | 井上和夫     |
| 12月4日                    | 35       | 悲しき友情のケルン                      | 吉田喜昭     | 生頼昭憲         | 滝沢敏文   | 芦田豊雄     |
| 12月11日                   | 36       | カジノ攻防戦! イカサマには替え玉を      | 山崎晴哉     | 八尋旭           | 三浦将則   | 芦田豊雄     |
| 12月18日                   | 37       | 大森林からの脱出                        | 酒井あきよし | 遠藤克己         | 鈴木行     | 上村栄司     |
| 12月25日                   | 38       | 百獣の王ライオン 野性の雄叫び           | 桜井正明     | 吉田浩           | 広川和之   | 酒井明雄     |
| 1980年 1月8日              | 39       | 大根役者に乾杯!                         | 辻真先       | 吉田浩           | 滝沢敏文   | 芦田豊雄     |
| 1月15日                    | 40       | スピードに命を賭けた男                  | 桜井正明     | 野田作樹         | 三浦将則   | 井上和夫     |
| 1月22日                    | 41       | 悲しみは海の彼方に                      | 安藤豊弘     | 吉田浩           | 鈴木行     | 井上和夫     |
| 1月29日                    | 42       | イワン、父を求めて!                     | 酒井あきよし | 遠藤克己         | 石崎すすむ | 飯野皓       |
| 2月5日                     | 43       | あばけ! 三兄弟の秘密                    | 辻真先       | 山口和十八       | 滝沢敏文   | 嶺松時文     |
| 2月12日                    | 44       | ネオ・ブラック・ゴーストの尻尾をつかめ! | 酒井あきよし | 吉田浩           | 三浦将則   | 上村栄司     |
| 2月19日                    | 45       | 東洋のイエス（前編）                    | 吉田喜昭     | 遠藤克己         | 鈴木行     | 芦田豊雄     |
| 2月26日                    | 46       | 東洋のイエス（後編）                    | 桜井正明     | 吉田浩           | 石崎すすむ | 井上忠一     |
| 3月4日                     | 47       | 四つ子の謎（前編）                      | 酒井あきよし | 滝沢敏文         | 滝沢敏文   | 嶺松時文     |
| 3月11日                    | 48       | 四つ子の謎（後編）                      | 酒井あきよし | 望月敬一郎       | 三浦将則   | 飯野皓       |
| 3月18日                    | 49       | 倒せ! 恐怖のシャングリラ計画            | 酒井あきよし | 遠藤克己         | 滝沢敏文   | 上村栄司     |
| 3月25日                    | 50       | ネオ・ブラック・ゴーストの最期          | 酒井あきよし | 吉田浩           | 石崎すすむ | 芦田豊雄     |

#### 放送局
※放送時間は個別に出典が付いているものを除き1980年3月終了時点のもの、系列は放送当時のものとする。
| 放送地域       | 放送局             | 系列                                               | 放送時間                                                                 | 備考 |
| -------------- | ------------------ | -------------------------------------------------- | ------------------------------------------------------------------------ | --- |
| 関東広域圏     | テレビ朝日         | テレビ朝日系列                                     | 火曜 19:00 - 19:30                                                       | 制作局 |
| 北海道         | 北海道テレビ       | テレビ朝日系列                                     | 火曜 19:00 - 19:30                                                       | |
| 宮城県         | 東日本放送         | テレビ朝日系列                                     | 火曜 19:00 - 19:30                                                       | |
| 静岡県         | 静岡けんみんテレビ | テレビ朝日系列                                     | 火曜 19:00 - 19:30                                                       | 現：静岡朝日テレビ。 1979年6月までは日本テレビ系列とのクロスネット。 第16話までは火曜 18:00 - 18:30に時差ネット。 |
| 中京広域圏     | 名古屋テレビ       | テレビ朝日系列                                     | 火曜 19:00 - 19:30                                                       | |
| 近畿広域圏     | 朝日放送           | テレビ朝日系列                                     | 火曜 19:00 - 19:30                                                       | |
| 広島県         | 広島ホームテレビ   | テレビ朝日系列                                     | 火曜 19:00 - 19:30                                                       | |
| 岡山県・香川県 | 瀬戸内海放送       | テレビ朝日系列                                     | 火曜 19:00 - 19:30                                                       | |
| 福岡県         | 九州朝日放送       | テレビ朝日系列                                     | 火曜 19:00 - 19:30                                                       | |
| 青森県         | 青森放送           | - 日本テレビ系列 - テレビ朝日系列                  | 火曜 17:30 - 18:00                                                       | |
| 岩手県         | テレビ岩手         | - 日本テレビ系列 - テレビ朝日系列                  | 水曜 17:30 - 18:00（1979年9月まで） 水曜 17:10 - 17:40（1979年10月から） | |
| 秋田県         | 秋田放送           | 日本テレビ系列                                     | 木曜 17:00 - 17:30                                                       | |
| 山形県         | 山形テレビ         | - フジテレビ系列 - テレビ朝日系列                  | 日曜 8:30 - 9:00                                                         | |
| 福島県         | 福島中央テレビ     | - 日本テレビ系列 - テレビ朝日系列                  | 水曜 18:00 - 18:30                                                       | |
| 山梨県         | テレビ山梨         | TBS系列                                            | 木曜 17:20 - 17:50                                                       | |
| 新潟県         | 新潟総合テレビ     | - フジテレビ系列 - 日本テレビ系列 - テレビ朝日系列 | 月曜 17:20 - 17:50                                                       | 現・NST新潟総合テレビ。                                                                                           |
| 長野県         | 長野放送           | フジテレビ系列                                     | 木曜 17:30 - 18:00                                                       | |
| 富山県         | 北日本放送         | 日本テレビ系列                                     | 月 - 金曜 17:30 - 18:00                                                  | キー局本放送終了後、遅れで連日放送                                                                                |
| 石川県         | 石川テレビ         | フジテレビ系列                                     | 月曜 19:00 - 19:30                                                       | 1980年4月28日まで放送。                                                                                           |
| 福井県         | 福井放送           | 日本テレビ系列                                     | 木曜 18:00 - 18:30                                                       | [ 30 ] |
| 島根県・鳥取県 | 山陰放送           | TBS系列                                            | 日曜 10:00 - 10:30                                                       | |
| 山口県         | テレビ山口         | - TBS系列 - フジテレビ系列                         | 火曜 17:30 - 18:00                                                       | |
| 愛媛県         | 南海放送           | 日本テレビ系列                                     | 火曜 17:25 - 17:55                                                       | |
| 長崎県         | 長崎放送           | TBS系列                                            | 水曜 17:20 - 17:50                                                       | |
| 熊本県         | テレビ熊本         | - フジテレビ系列 - 日本テレビ系列 - テレビ朝日系列 | 水曜 16:55 - 17:25                                                       | |
| 宮崎県         | 宮崎放送           | TBS系列                                            | 水曜 17:30 - 18:00                                                       | 1980年5月7日まで放送。                                                                                            |
| 鹿児島県       | 鹿児島テレビ       | - フジテレビ系列 - 日本テレビ系列 - テレビ朝日系列 | 月曜 17:45 - 18:15                                                       | |
| 沖縄県         | 沖縄テレビ         | フジテレビ系列                                     | 木曜 17:30 - 18:00                                                       | |

アニマックスで、リマスター版で再放送されており、字幕放送も実施。009が黄色字幕、それ以外の人物は白色で表記。

### ネット配信
- 2023年2月11日より、YouTubeの「東映シアターオンライン」から第1・2話が常時無料配信されている。同年8月10日からは同チャンネルの「登録者数30万人突破」を記念して、第3・4話を9月30日まで期間限定で無料配信されている。
- 2024年7月17日からは同チャンネルで、原作生誕60周年を記念して、第3話から2話ずつ1週間の期間限定で無料配信が行われている。なお第1・2話の常時配信は引き続き行われる。

### 劇場版（第3作）
テレビシリーズ第2作終了後に制作・公開された長編作品で、アニメ制作はテレビシリーズ第2作の日本サンライズに代わり、東映動画が再度担当した。
キャッチコピーは「あらゆる宇宙、あらゆる愛を越えて いまスターゲートのかなたへ…」。
1980年10月20日に東京會舘にて、岡田茂東映社長、今田智憲東映動画社長、渡辺亮徳東映常務、石森章太郎、明比正行監督、主題歌の町田義人・山本百合子、脚本参加のジェフ・シーガルらが出席して制作会見が行われた。岡田社長より「1981年正月第一弾作品として長編SFアニメ『サイボーグ009 超銀河伝説』を『'80アニメーション ザ・ベストテン』との併映で全国一斉公開する。昨今は、配収10億円を越える作品は稀で、大量動員できるのはアニメーション。『サイボーグ009』は石森氏のライフワークのものだけに同氏には宣伝に協力してもらう。総製作費は9億円を投入、思い切り宣伝費を使い全国231館で公開、配収15億円をあげたい」などと説明があった。今田東映動画社長は「東映動画の技術を結集、最高のスタッフを投入し、世界最高のアニメーションを製作する」とぶち上げた。脚本参加のジェフ・シーガルはSF映画『スター・ウォーズ』に参加した脚本家と説明があり、「私は以前から石森ファン、この原作はキャラクターが独創的で面白い。今回は参加できて光栄、世界中で成功させたい」などと述べた。劇場版第3作は当初、東映洋画系の劇場で公開される予定だったが、1981年の東映正月映画を巡る大混乱で（青春の門#1981年・1982年版）、東映本番線の劇場で正月映画として全国公開された。東映がアニメーション映画を正月映画として公開するのは史上初。これに「劇映画のメジャーがアニメに逃げるとは」と撮影所内部が猛反撥した。
スタッフも、当初は『銀河鉄道999』のりんたろうが監督だったが、脚本作りがうまくいかなかったことから途中で降板し、監督は明比正行、キャラクターデザインと作画監督は山口泰弘という東映動画系のスタッフで固めた。脚本も中西隆三と、テレビシリーズにタッチしていないスタッフを起用した。
当初の石森の構想では、舞台は太陽系内に限定していたが、東映側の要望で宇宙を巡る話になった。新聞広告には、「宇宙戦艦ヤマト、銀河鉄道999に続く壮大なスケールの娯楽超大作」と、当時ヒットしていた宇宙を舞台にしたSFアニメを意識したキャッチコピーが打たれていた。
前述のように、従来の008のマンガ的に黒人をデフォルメしたキャラクターデザインがアメリカ輸出の際に人種問題になるとのシーガルからの指摘から、劇場版第3作では石森が新たにキャラクターデザインを描き下ろした。黒人俳優シドニー・ポワチエにちなんで、ポワチエ風008の通称がついたこのデザインは、以後のアニメ作品でも踏襲されている。
公開前から明かされていた004の壮烈な戦死が話題となったが、004が復活する結末は不評だったと言われ、のちのテレビ放映時（1982年8月30日、テレビ朝日『ゴールデンワイド劇場』）には復活部分がカットされた。
配給収入は5.2億円。目標を大きく下回った。
- 『サイボーグ009 超銀河伝説』
  - 1980年12月20日公開
  - 130分

#### 声の出演
映画公開に伴い、ファンによる投票を参考にしてキャストが決まったため、1979年版の担当者が大半であるが、001やギルモア博士に関しては1968年版の担当者になっている。1968年版の003役の鈴木、1979年版の001役の千々松、008役の戸谷も、端役で出演している。
- 009・ジョー - 井上和彦
- 003・フランソワーズ - 杉山佳寿子
- 001・イワン - 白石冬美
- 002・ジェット - 野田圭一
- 004・ハインリッヒ - 山田俊司
- 005・ジェロニモ - 田中崇
- 006・チャンチャンコ - はせさん治
- 007・ブリテン - 肝付兼太
- 008・ピュンマ - 曽我部和行
- ギルモア博士 - 八奈見乗児
- コズモ博士 - 永井一郎
- 川島千代子
- 佐藤正治
- 竜田直樹
- 山口健
- 宮内彰
- タマラ - 鈴木弘子
- サバ - 小原乃梨子
- ガロ - 大塚周夫
- ゾア - 大平透
- ナレーター - 石原良

#### スタッフ
- 製作 - 渡辺亮徳、今田智憲
- 原作・総指揮 - 石森章太郎
- プロデューサー - 飯島敬、小湊洋市
- 脚本 - 中西隆三
- 脚本協力 - ジェフ・シーガル
- 作画監督・アニメーションキャラクターデザイン - 山口泰弘
- メカニック作画監督・メカニックデザイン、美術総設定 - 角田紘一
- 美術監督 - 伊藤岩光、海老沢一男
- 原画 - 金田伊功、鍋島修、木下ゆうき、上村栄司、落合正宗、的場茂夫、木野達児、森利夫、小柴重光、堀川留子、真鍋譲二、沼尻東、宇田川一彦、中村孝、小泉謙三
- 音楽 - すぎやまこういち
- 編曲 - あかのたちお、小六禮次郎、神山純一
- 指揮 - 熊谷弘
- 演奏 - マジカル・スペースオーケストラ
- 撮影監督 - 池田重好
- 編集 - 千蔵豊
- 録音 - 波多野勲
- 製作担当 - 横井三郎
- 監督 - 明比正行

#### 主題歌
「10億光年の愛」
作詞 - 山上路夫 / 作曲 - 森田公一 / 編曲 - 小六禮次郎 / 歌 - 町田義人

#### 挿入歌
「さらばとは言わない」
作詞 - 山上路夫 / 作曲 - 森田公一 / 編曲 - 小六禮次郎 / 歌・演奏 - 町田義人
「愛はまぼろし」
作詞 - 山上路夫 / 作曲 - 森田公一 / 編曲 - あかのたちお / 歌 - 山本百合子

#### イメージソング
「この星の上で」
作詞 - 山上路夫 / 作曲 - 浜圭介 / 編曲 - あかのたちお / 歌 - 山本百合子

#### 同時上映
- '80アニメーション ザ・ベストテン

## 2001年 - 2002年
テレビシリーズ第2作の終了から20年あまりを経て、放送局をテレビ東京に移し『サイボーグ009 THE CYBORG SOLDIER』（サイボーグゼロゼロナイン ザ・サイボーグ・ソルジャー）のタイトルでテレビシリーズが放送された。後年のパチンコやパチスロも、同シリーズを元にしている。また同シリーズの放送に合わせ、『別冊コロコロコミック』にてまつばらともふみによるギャグ漫画『SDギャグバトル・サイボーグ009〜ゼロゼロ学園危機一髪!』も連載された。

### テレビシリーズ（THE CYBORG SOLDIER）
アニメーション制作はジャパンヴィステック。キャラクターデザインは、『人造人間キカイダー THE ANIMATION』で石森キャラクターをものにした紺野直幸が担当。シリーズ構成には大西信介、監督に前作の最終話で原画を担当した川越淳という布陣で、原作漫画に忠実という方針で制作に臨んだが、008＝ピュンマのキャラクターデザインは、原作ではなく『超銀河伝説』のデザインを踏襲したものとなっている。avexが出資者となり、音楽を小室哲哉が担当し、さらにサポートに前作で音楽を担当したすぎやまこういちの弟子兼パートナーとも言うべき松尾早人が起用され、主題歌はglobe（後期EDはFayray）が歌ったことも話題を呼んだ。
ストーリーは原作の第1期「誕生編」から第2期「地底帝国ヨミ編」、および同時期の主要な短編を含む流れを初めてアニメ化した。原作発表時（1964年 - 1966年）と放送当時では、東西ドイツ統合など世界情勢が異なるため、004までは過去に改造された初期型のサイボーグとされている。改造に際し様々な問題が発生したため、完全な改造技術が確立するまで一旦冷凍睡眠させられていた設定になった。005以降の設定についても、原作のニュアンスを生かし、時代に即した変更が行われている。
映像ソフトは、レンタル専用のVHS版が販売専用のDVD版に先行してリリースを開始した（後にDVD版もレンタル開始）。制作現場の事情で放送時に作画が崩れていた箇所は、映像ソフトでは原則として修正されているが、一部のエピソードはVHS版では修正が間に合わず、DVD版でようやく修正されたものもある。また第19話と第21話は本来の予定とは逆の順番で放送され、VHS版でもそのままになっているが、DVD版では本来の予定に即して収録され、それに合わせて予告編のナレーションも変更されている。
石ノ森章太郎の遺稿である『Conclusion God's War』は、ラスト3話で序章部分が語られるが、本放送時には第47話と第48話の間に当初の予定にはなかった総集編が追加されたため、『Conclusion God's War』は2話に短縮された。
- 放送日程 - 2001年10月14日 - 2002年10月13日（全51話）
- 放送局・放送時間 - テレビ東京系列、日曜 18:30 - 19:00（JST）[41]

放送期間は不明だが、東日本放送でも土曜 5:45 - 6:15にて、岐阜放送でも日曜 18:00 - 18:30にて、それぞれ放送されていた。BSではBSジャパンでも金曜 18:55 - 19:25にて、CSではディズニーXDでも開局記念として、それぞれ放送された。

#### 声の出演
サイボーグ戦士とギルモアは、第26話以降のエンディングのクレジットで、それぞれ本名が表記されるようになる。
- 009（島村 ジョー） - 櫻井孝宏
- 001（イワン・ウイスキー） - 植田佳奈
- 002（ジェット・リンク） - 森久保祥太郎
- 003（フランソワーズ・アルヌール） - 雪乃五月
- 004（アルベルト・ハインリヒ）[注 7] - 飛田展男
- 005（G・ジュニア）[注 8] - 大塚明夫
- 006（張々湖） - 茶風林
- 007（グレート・ブリテン） - 長島雄一
- 008（ピュンマ） - 岩田光央
- アイザック・ギルモア - 麦人

#### スタッフ
- ゼネラルプロデューサー - 長澤隆之
- 監督 - 川越淳
- 企画 - 大橋研一、好木俊治、岩田圭介（テレビ東京）
- 音楽 - 小室哲哉（サポート - 多田彰文、松尾早人）
- スーパーバイザー - 小野寺章
- プロデューサー - 井上光晴、岩田牧子（テレビ東京）
- シリーズ構成 - 大西信介
- キャラクター&メカニックデザイン - 紺野直幸
- メカニック作画監督 - 阿蒜晃嗣（第9話）
- レイアウト監修 - 紺野直幸（第43話 - 第44話）
- 美術監督 - 竹田悠介
- 美術監督補佐 - 阪井圭太（第12話、第16話 - 第17話、第22話、第24話、第28話、第33話、第45話 - 第46話、第48話）、繁澤隆（第14話、第18話、第23話、第25話、第29話、第35話、第43話）
- 美術設定 - 加藤浩、平澤晃弘
- 色彩設計 - 原田幸子
- 撮影監督 - 大前亮介
- 編集 - 田熊純
- 現像 - 東映ラボ・テック （※ノンクレジット）
- 協力 - 東映アカデミー （※ノンクレジット）
- 音響監督 - 岩浪美和
- 音響効果 - 浦畑将（第1話 - 第27話）、川田清貴（第28話 - 第51話）
- 音楽制作 - avex mode
- エンディングイラスト - 紺野直幸（第1話 - 第47話）、石ノ森章太郎（『Conclusion God's War』）
- 製作協力 - avex mode、博報堂
- アニメーション制作協力 - 東映アニメーション（※ノンクレジット）
- 制作・著作 - テレビ東京、ジャパンヴィステック

#### 主題歌
オープニングテーマ「What's the justice?」（第2話 - 第47話）
作詞 - KEIKO & MARC / 作曲・編曲 - Tetsuya Komuro / 歌 - globe
第1話ではエンディングに使用。
通常バージョンの他、「009 version」と称するテレビ用のバージョンが作られている。通常バージョンは大半が歌詞の無い間奏部分となっており、再生時間も約8分と非常に長い。「009 version」はオリジナル版にはない歌詞が追加されており、再生時間は通常バージョンより短いが、それでもフルサイズで3分を超える。
冒頭部分のカウント(1.2.〜009)はテレビシリーズ第1作のオマージュとなっている。
オープニング映像は放送時は中期になってから変更されたが、DVDでは第4話から変更されている。
エンディングテーマ1「genesis of next」（第2話 - 第26話）
作詞 - Tetsuya Komuro & MARC / 作曲・編曲 - Tetsuya Komuro / 歌 - globe
こちらも通常バージョンの他、「009 version」と称するテレビ用のバージョンが作られている。通常バージョンは再生時間が10分近くあり、上記の「What's the justice?」よりもさらに長い曲になっている。「009 version」は歌詞の多くが異なっており、作詞者がMARCのみになっている。
エンディング映像は放送時は第1話のものをそのまま使用していたが、DVDでは新規に作成されたものに変更されている。
エンディングテーマ2「STARTING FROM HERE」（第27話 - 第38話）
作詞 - KEIKO & MARC / 作曲・編曲 - Tetsuya Komuro / 歌 - globe
globeが歌った曲で唯一「009 version」が存在しない。同曲も再生時間が8分を超えるため、エンディングとして使用された際には大幅にカットされている。
globeのアルバム『Lights2』が初出で、シングルは発売されていない。
エンディングテーマ3「I do」（第39話 - 第48話）
作詞・作曲・歌 - Fayray / 編曲 - 春川仁志
2021年現在、テレビサイズのみが発表されている。
エンディングテーマ4「I do(special edition)」（『Conclusion God's War』）
作詞・作曲・歌 - Fayray / 編曲 - 春川仁志
「touch me, kiss me」にカップリング曲「I do」として収録。

#### 各話リスト
- 話数は最終決定版であるDVD版のもの。前述のとおり、本放送時およびVHS版では第19話と第21話が逆になっている。
- 2001年12月30日・2002年4月14日は特番のため、休止。

| 話数                                 | 放送日           | サブタイトル                                          | 脚本              | 絵コンテ          | 演出                | 作画監督                                | 美術ボード                          |
| バトルアライブ篇                     | バトルアライブ篇 | バトルアライブ篇                                      | バトルアライブ篇  | バトルアライブ篇  | バトルアライブ篇    | バトルアライブ篇                        | バトルアライブ篇                    |
| ------------------------------------ | ---------------- | ----------------------------------------------------- | ----------------- | ----------------- | ------------------- | --------------------------------------- | ----------------------------------- |
| 1                                    | 2001年 10月14日  | 誕生                                                  | 大西信介          | 川越淳            | 川越淳              | 紺野直幸                                | 竹田悠介 加藤朋則                   |
| 2                                    | 10月21日         | 脱出                                                  | 大西信介          | 小林孝嗣          | 小林孝嗣            | - 木下ゆうき - 大森英敏                 | 竹田悠介 東地和生                   |
| 3                                    | 10月28日         | 閃光の暗殺者                                          | 増田貴彦          | 寺東克己          | 井之川慎太郎        | 田中穣                                  | 竹田悠介 光元紋                     |
| 4                                    | 11月4日          | 死闘の果てに                                          | 古怒田健志        | 今掛勇            | 下司泰弘            | 石川晋吾                                | 竹田悠介                            |
| 5                                    | 11月11日         | 鋼鉄の涙                                              | 増田貴彦          | おおそどくす      | 安田賢司            | 三浦和也                                | 竹田悠介 繁澤隆                     |
| 6                                    | 11月18日         | 消えた博士を追え!                                     | 福嶋幸典          | 江口摩吏介        | 日巻裕二            | 石川晋吾                                | 竹田悠介 阪井圭太                   |
| 7                                    | 11月25日         | 見えない敵を撃て                                      | 大西信介          | 井之川慎太郎      | 井之川慎太郎        | 丸山泰英 東出太                         | 竹田悠介 阪井圭太                   |
| 8                                    | 12月2日          | トモダチ                                              | 大西信介          | 井之川慎太郎      | 井之川慎太郎        | 丸山泰英 東出太                         | - 竹田悠介 - 繁澤隆                 |
| 9                                    | 12月9日          | 深海の悪魔                                            | 増田貴彦          | 阿蒜晃嗣          | 阿蒜晃嗣            | 高田晴仁                                | 加藤朋則                            |
| 10                                   | 12月16日         | オーロラ作戦                                          | 福嶋幸典          | 田村一彦 坂田純一 | 浅見松雄            | 石川晋吾                                |                                     |
| 11                                   | 12月23日         | 幻影の聖夜                                            | 大西信介          | 阿部司            | 阿部司 安田賢司     | 田中穣                                  | 八木琴美                            |
| 12                                   | 2002年 1月6日    | なぞの無人島                                          | 根元歳三          | 小林孝嗣          | 藤本義孝            | 桜井木の実                              |                                     |
| 13                                   | 1月13日          | 倫敦の霧                                              | 小林靖子 寺東克己 | 寺東克己          | 小林孝嗣            | 三浦和也                                | 加藤朋則、繁澤隆 阪井圭太、八木琴美 |
| 14                                   | 1月20日          | 再会の地で                                            | 福嶋幸典          | 江口摩吏介        | 浅見松雄            | 石川晋吾                                |                                     |
| 15                                   | 1月27日          | さらば友よ                                            | 福嶋幸典          | 鈴木利正          | 鈴木利正            | 丸山泰英                                | 東地和生 阪井圭太                   |
| 16                                   | 2月3日           | 突入                                                  | 増田貴彦          | 寺東克己          | 下司泰弘            | 高田晴仁、橋本誠一 中田栄治             |                                     |
| 17                                   | 2月10日          | 決戦                                                  | 根元歳三          | 寺東克己          | 安田賢司            | 田中穣                                  |                                     |
| 18                                   | 2月17日          | 張々湖飯店奮闘記                                      | 大西信介          | 竹内一義          | 江上潔              | 向山祐治 中澤勇一                       | 吉原俊一郎                          |
| 19                                   | 3月10日          | 英雄の条件                                            | 福嶋幸典          | 安田賢司          | 安田賢司            | 三浦和也                                | 阪井圭太、八木琴美 益城貴昌         |
| 20                                   | 3月3日           | まぼろしの犬                                          | 米村正二          | 矢野博之          | 依田正彦            | 依田正彦                                | 光元紋 繁漆琴薩                     |
| 21                                   | 2月24日          | 悪の化石                                              | 米村正二          | 川野丈二          | 川野丈二            | 加藤清司郎（協力）                      | 阪井圭太                            |
| 22                                   | 3月17日          | 神々の来襲（ミュートス編）                            | 小林靖子          | おおそ独犬        | 下司泰弘            | 茂木信二郎、中澤勇一 大森英敏、高田晴仁 |                                     |
| 23                                   | 3月24日          | そびえたつ神話（ミュートス編）                        | 小林靖子          | 寺東克己          | あおきえい 遠藤広隆 | 岡崎洋美 康彦英二                       |                                     |
| 24                                   | 3月31日          | アルテミス（ミュートス編）                            | 小林靖子          | 冨永タクオ        | 冨永タクオ          | 冨永タクオ 米山浩平                     |                                     |
| 25                                   | 4月7日           | ミュートス、終章（ミュートス編）                      | 小林靖子          | 川越淳            | 川越淳              | 紺野直幸                                |                                     |
| 26                                   | 4月21日          | ギルモアノート                                        | 杉ノ嶋光介        | 川越淳            | 下司泰弘            | 紺野直幸                                |                                     |
| 27                                   | 4月28日          | 小さな来訪者                                          | 大西信介          | 殿勝秀樹          | 岡嶋国敏            | 田中穣                                  | 阪井圭太                            |
| 第2章 地上より永遠に                 |                  |                                                       |                   |                   |                     |                                         |                                     |
| 28                                   | 2002年 5月5日    | 闘いの未来                                            | 大西信介          | 高田淳            | 五十嵐達也          | 吉田徹 中澤勇一                         |                                     |
| 29                                   | 5月12日          | 青いけもの                                            | 福嶋幸典          | 篠原俊哉          | 江上潔              | 石川晋吾                                |                                     |
| 30                                   | 5月19日          | 未来都市                                              | 米村正二          | 寺東克己          | 亀垣一              | 本橋秀之                                | 阪井圭太                            |
| 31                                   | 5月26日          | 怪物島                                                | 米村正二          | 尾石達也          | 岡嶋国敏            | 三浦和也                                | 阪井圭太 繁澤隆                     |
| 32                                   | 6月2日           | 機々械々                                              | 江古田豊          | 芦田豊雄          | 芦田豊雄            | 芦田豊雄                                | 繁澤隆                              |
| 33                                   | 6月9日           | 結晶時間                                              | 小林靖子          | 寺東克己          | 下司泰弘            | 高田晴仁                                | 竹田悠介                            |
| 34                                   | 6月16日          | ファラオウィルス                                      | 福嶋幸典          | 安田賢司          | 安田賢司            | 田中穣                                  | 阪井圭太 繁澤隆                     |
| 35                                   | 6月23日          | 風の都                                                | 大西信介          | 阿部司            | 山内東生雄          | 茂木信二郎                              |                                     |
| 36                                   | 6月30日          | 凍る大地                                              | 増田貴彦          | 沖田雅夫          | 石踊宏              | 渋谷一彦                                | 阪井圭太 加藤朋則                   |
| 37                                   | 7月7日           | 星祭の夜                                              | 金春智子          | 寺東克己          | 寺東克己            | 紺野直幸                                | 八木琴美                            |
| 38                                   | 7月14日          | 黒い幽霊団                                            | 大西信介          | おおそ独犬        | 下司泰弘            | 大森英敏 中澤勇一                       | 阪井圭太                            |
| 39                                   | 7月21日          | ミュータント戦士編1 新たなる刺客                      | 大西信介          | 海老沢幸男        | 海老沢幸男          | 倉田綾子                                | 繁澤隆                              |
| 40                                   | 7月28日          | ミュータント戦士編2 シンクロワープ -同調跳躍-         | 大西信介          | 石踊宏            | 阿部雅司            | 向山祐治                                | 繁澤隆                              |
| 41                                   | 8月4日           | ミュータント戦士編3 悪夢の未来                        | 大西信介          | 安田賢司          | 安田賢司            | 田中穣                                  | 阪井圭太                            |
| 42                                   | 8月11日          | ミュータント戦士編4 明日へ…                           | 大西信介          | 寺東克己          | 海老沢幸男          | 倉田綾子 吉田大輔                       | 阪井圭太                            |
| 43                                   | 8月18日          | 地下帝国「ヨミ」編1 異変                              | 小林靖子          | 冨永タクオ        | 冨永タクオ          | 大森英敏                                |                                     |
| 44                                   | 8月25日          | 地下帝国「ヨミ」編2 バン・ボグート                    | 小林靖子          | 西森章            | 平田豊              | 三浦和也                                | 阪井圭太                            |
| 45                                   | 9月1日           | 地下帝国「ヨミ」編3 さよなら、ドルフィン              | 小林靖子          | 政木伸一          | 石踊宏              | 渋谷一彦                                | 繁澤隆                              |
| 46                                   | 9月8日           | 地下帝国「ヨミ」編4 地底へ!                           | 小林靖子          | 尾石達也          | 尾石達也            | 田中穣                                  | 繁澤隆                              |
| 47                                   | 9月15日          | 地下帝国「ヨミ」編5 魔神、発動                        | 小林靖子          | おおそ独犬        | 下司泰弘            | 大森英敏 石川晋吾                       | 繁澤隆                              |
| 総集編                               | 9月22日          | 地下帝国「ヨミ」編特別編 黄泉の群像 ※映像ソフト未収録 | 小林靖子          | -                 | -                   | -                                       | 繁澤隆                              |
| 48                                   | 9月29日          | 地下帝国「ヨミ」編6 地上より永遠に                    | 小林靖子          | 紺野直幸          | 紺野直幸            | 紺野直幸                                |                                     |
| 完結編〜Conclusion God's War〜序章〜 |                  |                                                       |                   |                   |                     |                                         |                                     |
| 49                                   | 2002年 10月6日   | 第一幕・女神の陰謀                                    | 小野寺丈 大西信介 | 寺東克己          | 江島泰男            | 栗原保雄                                |                                     |
| 50                                   | 10月13日         | 第二幕・光の羽音                                      | 小野寺丈 大西信介 | 西森章            | 石倉賢一            | 長森佳容                                |                                     |
| 51                                   | 未放送           | 終幕・宇宙の産声                                      | 小野寺丈 大西信介 | 安田賢司          | 安田賢司            | 田中穣                                  |                                     |

## 2010年 - 2016年

### 『009』
2010年10月5日から10月9日まで、千葉メッセで開催された『CEATEC JAPAN 2010』のパナソニックブースで上映された、短編3Dアニメ。スタッフは以下のとおり。
- 監督 - 押井守
- 脚本 - 神山健治
- 音楽 - 川井憲次
- キャラクターデザイン - 麻生我等
- 美術 - 竹田悠介
- 美術設定・レイアウト - 渡部隆
- レイアウト - 竹内志保、林祐一郎
- ジェット変形デザイン - 前田真宏
- 編集・グレーディング - 江面久
- サウンドデザイン - スカイウォーカー・サウンド
- アニメーション制作 - Production I.G

### 009 RE:CYBORG
2012年10月27日に劇場公開された、神山健治監督によるフル3DCGIアニメーション映画。

### サイボーグ009VSデビルマン
『サイボーグ009VSデビルマン』の題名で、2015年10月17日よりイベント上映として2週間限定公開。

### CYBORG 009 CALL OF JUSTICE
『CYBORG009 CALL OF JUSTICE』（サイボーグゼロゼロナイン コール オブ ジャスティス）は、「サイボーグ009」の映像化50周年を記念して制作されたフル3DCGアニメーション。2016年11月25日より、全3章が2週間限定で順次上映された。2017年2月よりNetflixにて劇場版3部作を全12話に再編集して配信されている。

#### 声の出演
- 009/島村ジョー - 河本啓佑[43]
- 003/フランソワーズ・アルヌール - 種田梨沙[43]
- 001/イワン・ウイスキー - 福圓美里[43]
- 002/ジェット・リンク - 佐藤拓也[43]
- 004/アルベルト・ハインリヒ - 日野聡[43]
- 005/ジェロニモ・ジュニア - 乃村健次[43]
- 006/張々楜 - 真殿光昭[43]
- 007/グレート・ブリテン - 佐藤せつじ[43]
- 008/ピュンマ - 石谷春貴[43]
- ギルモア博士 - 杉崎亮
- ルーシー・ダベンポート - 甲斐田裕子
- 五十嵐威 - 花輪英司
- カタリーナ・カネッティ - 牧野由依[45]
- ピョートル局長 - 天田益男
- カウボーイ / アーノルド・ノックス - 長克巳
- ティーチャー / エドワード・ヒギンス - てらそままさき
- モンク - 稲葉実
- プロフェッサー - 増谷康紀
- エンペラー - 井上和彦[46]

#### スタッフ
- 総監督 - 神山健治
- 監督 - 柿本広大
- キャラクターデザイン - 齋藤将嗣
- 脚本 - 神山健治、檜垣亮、砂山蔵澄、土城温美
- メカニックデザイン - 田嶋秀樹、神宮司訓之、竹内敦志
- プロップデザイン - 伊津野妙子
- コンセプトアート - 白石誠
- CGスーパーバイザー - 三上康博
- CGディレクター - 鈴木健介、西口智哉
- キャラクターモデリングスーパーバイザー - 宮嶋克佳
- セット・プロップモデリングスーパーバイザー - 小高忠男
- エフェクトスーパーバイザー - 吉澤大志
- ライティング&コンポジットスーパーバイザー - 唐澤収
- モーショングラフィックスーパーバイザー - 関根聡一郎
- 編集 - 三浦亜矢子
- 音響監督 - 岩浪美和
- 音楽 - 池頼広
- 企画 - 石川光久、根林芳充
- プロデューサー - 森下勝司、早川昂志、桜井圭記
- アニメーションプロデューサー - 小林雅士
- アニメーション制作 - SIGNAL.MD、OLM Digital, Inc.
- 制作 - 石森プロ、Production I.G
- 配給 - 東宝映像事業部

#### 主題歌
オープニングテーマ「A.I. am Human」
歌 - MONKEY MAJIK
エンディングテーマ「Is this love?」
歌 - MONKEY MAJIK

#### 配信リスト
| 話数 | サブタイトル       |
| ---- | ------------------ |
| 1    | 嵐の来訪者         |
| 2    | 祝福されざるもの   |
| 3    | 見えざる力         |
| 4    | ガーディアンズ強襲 |
| 5    | 惑いの家           |
| 6    | 幻想という名の希望 |
| 7    | 分岐点             |
| 8    | 皇帝               |
| 9    | 進化のパラドックス |
| 10   | 星に願いを         |
| 11   | 誰が為に           |
| 12   | 光りの彼方へ       |

#### 漫画
『コミッククリア』にて2016年12月9日からWeb漫画配信。
- 作画：木村明広
- 脚本：神山健治、檜垣亮、砂山蔵澄、土城温美

#### パチンコ
2019年2月にニューギンよりパチンコ『CR CYBORG009 CALL OF JUSTICE』が導入。

## 2019年 -

### 『ブンボーグ009』
テレビ朝日系列で放送されている深夜帯バラエティ番組『お願い!ランキング』（2009年 - ）にて、石森プロ公認・協力のもと、原作のデザインに文房具の意匠を加えて作られたパロディキャラクター。同年3月より不定期に、アイデアものの文房具を紹介するコーナーに登場している。
同年8月には、このキャラクターを用いたショートアニメも数編放送された。ただし簡易アニメなので、ほとんど動かない程度のもの。脚本の新海岳人を除き制作スタッフは非公表。以降も不定期に放送されており、YouTube『お願い!ランキングSP』チャンネルでも第1話 - 第14話が期間限定で公開されていた。

#### 声の出演
簡易なキャラクター解説も併せて記載。彼らは「ブンボーグ戦士」と称し、悪の組織「ブンボーゴースト団」と戦っている。
- 芯村（しんむら）ジョー - 梶裕貴

009（島村ジョー）をベースに万年筆の意匠を加えたキャラクター。
オリジナルの戦闘服は赤いが彼のそれは万年筆をイメージしているので黒い（他のブンボーグの戦闘服はグレー）。
- エーヤン・ケイサンスキー - 堀江由衣

001（イワン・ウィスキー）をベースにレトロなコンピューターや電卓の意匠を加えたキャラクター。
- ジャット・ハカリンク - 平田広明

002（ジェット・リンク）をベースに定規や布メジャーの意匠を加えたキャラクター。
- フセンソワーズ・ハルヌール - 内田真礼

003（フランソワーズ・アルヌール）をベースに付箋やマスキングテープの意匠を加えたキャラクター。
- キルベルト・ハインリヒ - 下野紘

004（アルベルト・ハインリヒ）をベースにハサミや折る刃式カッターの意匠を加えたキャラクター。
- ムリニモ・ジュニア - 玄田哲章

005（ジェロニモ・ジュニア）をベースにクリップ（ゼムクリップ・ダブルクリップ）の意匠を加えたキャラクター。
- チャンボコボコ - 森久保祥太郎

006（張々湖）をベースに画鋲やプッシュピンの意匠を加えたキャラクター。
- グニョット・ブリテン - 中尾隆聖

007（グレート・ブリテン）をベースに、ソフト粘着タックの意匠を加えたキャラクター。
- ピュピュンマ - 落合福嗣

008（ピュンマ）をベースに、液体のり（グルー）やそれを入れる容器（プラスワンポイントとしてスティックのり）の意匠を加えたキャラクター。
- ガジェモア博士 - 緒方賢一

ギルモア博士をベースに、リング留めメモ帳などの意匠を加えたキャラクター。

### 『サイボーグ009 ネメシス』
2025年7月19日、新作アニメーション『サイボーグ009 ネメシス』の制作か発表された。

## 映像ソフト化
以下、特記のない限り発売元は東映ビデオ。
- 20世紀公開劇場版
  - 2003年12月5日に20世紀に制作された劇場版3作品のDVDが発売。
- 1968年版
  - 2009年7月21日に「サイボーグ009 1968 DVD-COLLECTION」が発売。DVD5枚組で全26話を収録。
- 1979年版
  - 2004年1月21日 - 5月21日にかけてDVD全5巻が発売。各巻2枚組・10話収録。
  - 2009年7月21日 - 9月21日にかけて「サイボーグ009 1979 DVD-COLLECTION」全2巻が発売。各巻5枚組・25話収録。
  - 2015年9月9日 - 11月11日にかけて「サイボーグ009 1979 Blu-ray COLLECTION」全2巻が発売。各巻の収録話数はDVD-COLLECTIONに準ずる。
- 2001年版
  - 「バトルアライブ」（全9巻・第1話 - 第27話）、「第2章 地上より永遠に」（全7巻・第28話 - 第48話）、「Conclusion God's War〜序章〜」（全1巻・第49話 - 第51話）の合計17巻がavex modeより発売。各巻3話収録。
    - バトルアライブは初回版と通常版でジャケットのデザインが異なり、初回版には非売品のアクションフィギュア（一般販売されたものの色違い）が同梱された。

  - 2003年1月29日に「第2章 地上より永遠に」、2005年1月26日に「バトルアライブ」のDVD-BOXがavex modeより発売。
  - 2020年3月20日に「サイボーグ009 THE CYBORG SOLDIER Complete BD-BOX」がavex picturesより発売（翌2021年3月19日までの期間限定生産品）。画質的にはいわゆる「ハイレートSD」（DVDに収録したSD映像よりも若干向上している程度）となる。BD2枚組。
  - 2022年8月26日に「サイボーグ009 THE CYBORG SOLDIER 全話いっき見ブルーレイ」がavex picturesより発売。Complete BD-BOXと同様。
- オムニバス
  - 2008年7月21日発売の「石ノ森章太郎 生誕70周年 DVD-BOX」にテレビシリーズ第1作と第2作の第1話が収録されている。
  - 2009年5月発売の「サイボーグ009 1stエピソードコレクション」にテレビシリーズ第1作・第2作、THE CYBORG SOLDIERの第1話が収録されている。PPV方式で各シリーズの一部エピソードや劇場版第1作の視聴が可能。